# Zeidler genannt Hofmann
Zeidlerové/Hofmannové jsou šlechtický rod měšťanského původu původem z Frank. Od roku 1603 se nazývali Zeidlerové z Berbisdorfu na Boden a Dittmannsdorf Hofmann (německy Zeidler von Berbisdorf auf Boden a Dittmannsdorf genannt Hofmann) a sídlila v Sasku a Čechách.